# Cape Town Spurs Football Club
Cape Town Spurs Football Club é um clube de futebol da África do Sul, sediado na Cidade do Cabo. Foi uma filial do Ajax no continente africano.

## História
O antigo Ajax Cape Town foi fundado em 1999, após a fusão de duas equipes (Seven Stars e Cape Town Spurs). Seu primeiro jogo oficial foi contra o Kaizer Chiefs, em 17 de julho.
O primeiro título do Ajax CT foi em 2000, com a conquista da Telkom Knockout. Na Premier Soccer League, sua melhor colocação foi o vice-campeonato nas temporadas 2003/2004, 2007/2008 e 2010/2011.
A parceria com o clube neerlandês acabou em 2020, mudando o seu nome para o atual.

## Títulos
| NACIONAIS | NACIONAIS            | NACIONAIS | NACIONAIS  |
|           | Competição           | Títulos   | Temporadas |
| --------- | -------------------- | --------- | ---------- |
|           | Nedbank Cup          | 1         | 2007       |
|           | Taça Telkom Knockout | 2         | 2000, 2008 |

## Estádio
O  Cape Town Spurs manda seus jogos no Estádio da Cidade do Cabo, com capacidade para 55 000 espectadores. Possui também um estádio secundário, o Athlone Stadium, com capacidade menor (30 000) e que é usado para jogos de pequena expressão.

## Uniforme
Uniforme 1Camisa branca com uma faixa vertical no meio e detalhes vermelhos, calção branco e meias brancas com detalhes vermelhos.
Uniforme 2Camisa azul com detalhes pretos, calção preto com detalhes azuis e meias azuis com detalhes pretos.